# Марина Зенович
Марина Зенович је америчка филмска редитељка позната по својим биографским документарцима. Њени филмови су LANCE, Robin Williams: Come Inside My Mind, Richard Pryor: Omit the Logic and Roman Polanski: Wanted and Desired, који је освојио две награде Еми.

## Младост и образовање
Зенович је рођена у Фресну у Калифорнији. Она је ћерка Џорџа Н. Зеновича, бившег сенатора државе Калифорније и судије српског порекла, и Вере „Кика”” Зенович, која је рођена у Дубровнику, Југославија. Њена сестра је глумица Нинон Зенович (Нинон Априа). Зграда петог окружног апелационог суда у Фресну названа је по њеном оцу. Када је умро 2013. године, снимила је филм за парастос ради прославе његовог живота и рада.
Зенович је завршика средњу школу Булард у Фресну, Калифорнија. Зенович је прво студирала драму на Универзитету Јужне Калифорније, а затим је променио смер и дипломирао новинарство. Током колеџа, радила је за холивудског продуцента Мајка Франковича и такође у одељењу за штампу Олимпијског организационог комитета Лос Анђелеса. Након дипломирања, Зенович се преселила у Њујорк, где је глумила у кратким филмовима и представама ван Бродвеја. Зенович је студирала глуму у студију Вилијам Еспер на Менхетну, настављајући студије код Рона Буруса и Стеле Адлер . Касније је глумила у неколико филмова укључујући филм Роберта Алтмана Тhe Player и One Night Stand глумице Талије Шир. Њен гласовни рад укључује Going Clear: Scientology and the Prison of Belief Алекса Гибнија и на дечјем филму Bands on the Run из 2011. г.
Године 1997. Зенович је почела да ради као продуцент сегмента у ТВ серији Џона Пирсона Split Screen, која се емитовала на Independent Film Channel-у. Због свог рада на Split Screen, заинтересовала се за редитељски рад на играним документарним филмовима.

## Чланства
Зенович је активни члан Академије филмске уметности и науке, Националне академије телевизијских уметности и наука, Удружења америчких режисера и Међународног удружења документарних филмова.
- 2017 – Санденс Филм Фестивал – Water & Power: A California Heist
- 2016 – SXSW Филм Фестивал – Номинован за награду СКССВ Гамецхангер – Fantastic Lies
- 2016 – Награда критичара – Најбољи документарни играни филм (ТВ/стриминг), најбољи спортски документарац – Fantastic Lies
- 2013 – NAACP Image награда – Најбољи документарни филм – Richard Pryor: Omit the Logic
- 2009 - Добитник Еми – Писање за нефикцију, режија – Roman Polanski: Wanted and Desired
- 2009 - Номинован за Еми – Нон-фицтион Специал – Roman Polanski: Wanted and Desired
- 2008 – Санденс Филм Фестивал – Награда за монтажу документарног филма – Roman Polanski: Wanted and Desired
- 2008 – Либертас Филм Фестивал (Дубровник, Хрватска) – Најбољи документарни филм – Роман Полански: Тражени и жељени

## Филмографија
- 1997 – Independent's Day
- 2001 – Who Is Bernard Tapie?
- 2003 – Estonia Dreams of Eurovision!
- Early 2000s – Art in Progress (TV series)
- 2008 – Roman Polanski: Wanted and Desired
- 2012 – Roman Polanski: Odd Man Out
- 2013 – Richard Pryor: Omit the Logic
- 2014 – Fantastic Lies
- 2016 – Water & Power: A California Heist
- 2018 – Robin Williams: Come Inside My Mind
- 2020 – LANCE
- 2021 − The Way Down